# ليبيا في الألعاب البارالمبية
شاركت ليبيا لأول مرة في الألعاب البارالمبية تحت اسم الجماهيرية العربية الليبية الشعبية الاشتراكية العظمى في الألعاب البارالمبية الصيفية 1996 في أتلانتا، حيث أرسلت أربعة ممثلين للتنافس في رفع الأثقال. وقد تنافست البلاد في كل دورة من الألعاب البارالمبية الصيفية منذ ذلك الحين، لكنها لم تشارك قط في الألعاب البارالمبية الشتوية. كانت المشاركات الليبية صغيرة دائماً إلى حد ما؛ ثلاثة لاعبين جودو واثنان من لاعبي رفع الأثقال وفريق كرة طائرة في 2000؛ واثنان من لاعبي رفع الأثقال في 2004؛ ولاعب رفع أثقال ولاعبان من لاعبي تنس الطاولة في 2008.
فازت ليبيا بأول ميدالية بارالمبية لها - والوحيدة حتى الآن - عندما حصل عبد الرحيم حامد على الميدالية البرونزية في رفع الأثقال للرجال فوق وزن 100 كجم في 2000، عندما رفع 235 كجم (518 رطلاً).

## جداول الميداليات

### الميداليات حسب الألعاب الصيفية
| الدورة             | اللاعبون | ذهب | فضة | برونز | المجمل | المركز |
| أتلانتا 1996       | 4        | 0   | 0   | 0     | 0      | –      |
| سيدني 2000         | 17       | 0   | 0   | 1     | 1      | 64     |
| أثينا 2004         | 2        | 0   | 0   | 0     | 0      | –      |
| بكين 2008          | 3        | 0   | 0   | 0     | 0      | –      |
| لندن 2012          | 2        | 0   | 0   | 0     | 0      | –      |
| ريو دي جانيرو 2016 | 3        | 0   | 0   | 0     | 0      | -      |
| طوكيو 2020         | 1        | 0   | 0   | 0     | 0      | -      |
| Total              | Total    | 0   | 0   | 1     | 1      |        |

### الميداليات حسب الرياضة الصيفية
*   البلد المضيف (مضيف)
| Sport       | ذهبية | فضية | برونزية | المجموع |
| ----------- | ----- | ---- | ------- | ------- |
| رفع الأثقال | 0     | 0    | 1       | 1       |
| المجموع     | 0     | 0    | 1       | 1       |